# Drangedal

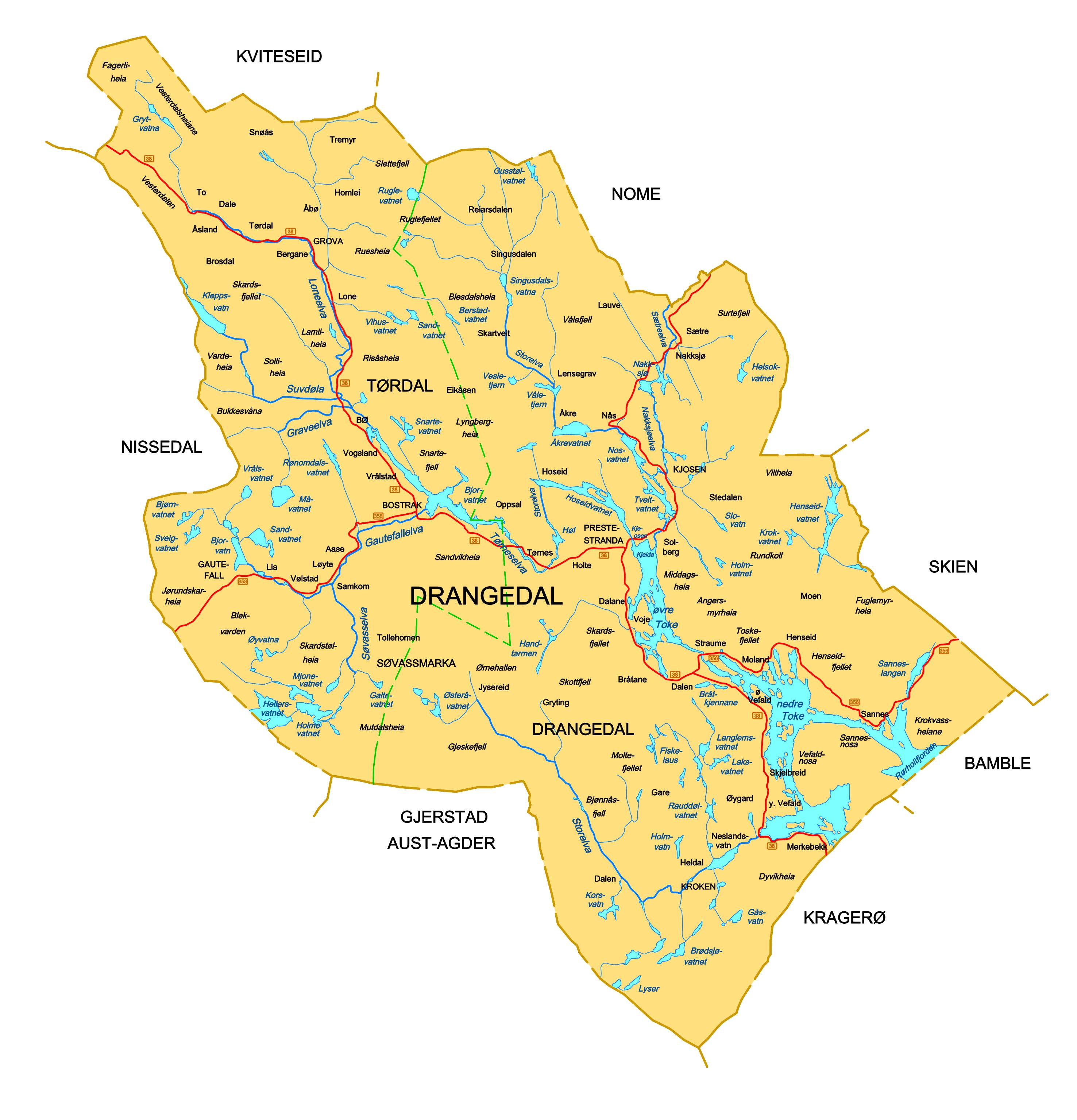
Karte der Kommune Drangedal

Drangedal (von altnordisch drangr, „spitzer Gipfel“) ist eine dünn besiedelte Kommune im Südwesten der norwegischen Provinz Telemark.

## Geografie
Das waldreiche Gebiet mit großem Wildbestand teilt sich historisch in das nordwestliche, zur mittelalterlichen Telemark gehörende Tørdal (35 %) und das zu Grenland gehörende Drangedal. Weitere Streusiedlungen in der Kommune sind Henseid, Kjosen und Kroken.
Die höchste Erhebung ist der Gipfel Fagerlihei an der Grenze zur Kommune Kviteseid mit 911 moh.

## Gemeinde
Der Ortskern von Drangedal am Nordwestufer des oberen Tokke heißt offiziell „Prestestranda“ (etwa „Strand der Pfarrei“), wird aber von der Bevölkerung meist „Stranna“ genannt. Hier befinden sich Kommunalverwaltung, Kirche, Volksschule (Grund- und Mittelstufe) und Gesundheitszentrum. Die hölzerne Kirche und der geräumige Friedhof mit gewaltigen Baumindividuen befinden sich in beeindruckender Lage auf der Hangkante über dem Tokke, der hier einen See bildet. Am Ufer wurde ein Badestrand eingerichtet. Weiterführende Schulen liegen in Bø, Skien, Porsgrunn und Kragerø. Das Zentralkrankenhaus in Skien, STHF Telemark, ist eine knappe Autostunde entfernt.

### Name
Der Name der Gemeinde setzt sich zusammen aus dem altnordischen Wort drangr, was "spitzer Gipfel" bedeutet und dem Wort dal für "Tal".

### Wappen
Das Wappen wurde im Jahr 1989 eingeführt. Es zeigt zwei übereinander stehende goldenen Tannenzapfen einer Kiefer auf schlichten grünem Grund. Mit dieser Darstellung wird darauf hingewiesen, dass es sich bei Drangedal um eine forst- und landwirtschaftlich geprägte Kommune handelt.

### Nachbargemeinden
Nachbarkommunen sind, im Uhrzeigersinn von Nord nach West, Kviteseid, Nome, Skien, Bamble, Kragerø, Gjerstad und Nissedal.

## Bevölkerung
Ein großer Teil der Einwohner lebt in der Nähe der Gemeinden  Prestestranda und Neslandsvatn. Allerdings wohnen auch mehr als 60 % auf dem Land.
In den neunziger Jahren des letzten Jahrhunderts ging die Bevölkerungszahl stark zurück. Dieser Trend wurde seit dem Jahr 2000 aber verlangsamt, sodass die Bevölkerungszahl zwischen 2009 und 2019 nur noch um ca. 1,9 % fiel.

## Wirtschaft und Infrastruktur

### Bildung
In der Kommune Drangedal gibt es verschiedene Schulen. In Kroken und Tørdal gibt es jeweils eine Grundschule (Schuljahre 1 bis 7). Die Krokenschule besuchen ca. 80 Schüler in fünf Klassen und in die Tørdalschule gehen ca. 30 Schüler in drei Klassen.
Außerdem gibt es eine weiterführende Schule (Ungdomsskole) für Schüler zwischen 13 und 16 Jahren.

### Verkehr
1927 erreichte die bis heute eingleisige „Sørlandsbane“ Drangedal. Der Flughafen Torp liegt 90 Autominuten entfernt. Fährverbindungen nach Dänemark gibt es von Langesund (45 Autominuten) und Larvik (75 Autominuten).

### Wirtschaft

#### Industrie/Handel/Landwirtschaft
Wirtschaftlich bedeutend sind zahlreiche kleine Forstbetriebe, oft im Nebenerwerb. Größter Arbeitgeber ist die Gemeinde selbst. Ein weiterer größerer Arbeitgeber war längerer Zeit die  Kunststofffabrik Norsk Wavin A/S – Drangedal in Prestestranda, die sich seit 2002 aus der Region zurückzog und ihre dortigen Arbeitsplätze abbaute. Ein Transportunternehmen ist derzeit der größte private Betrieb. Die meisten anderen Arbeitnehmer pendeln in die umliegenden Städte oder in die Landeshauptstadt.

#### Tourismus
Das Skigebiet „Gautefall“ im westlichen Teil der Kommune wird überwiegend von der Lokalbevölkerung genutzt. Ausländische Wintersporttouristen kommen primär aus Dänemark und Norddeutschland. Im Sommer besteht die Möglichkeit zum Biathlon auf vier Kilometern asphaltierter Sommerskiloipe, eine der modernsten Anlagen dieser Art in Skandinavien. International sportlich aktive Drangedaler findet man in den Bereichen Langlauf, Biathlon und dem Schießsport. Vier aktive Vereine unterhalten jeweils eigene Loipen.
Weitere Freizeitaktivitäten sind Fußball, Wandern, Radfahren, Angeln und die Jagd. Gejagt wird überwiegend Elch (über 700 jährliche Abschüsse in den Jahren 2001 und 2002, Tendenz stark sinkend), Hirsch und anderes Rotwild samt Federwild (Fasan, Schneehuhn, Auerhahn). Die Raubtierjagd umfasst Luchs, Wolf und Bär, wobei lediglich Luchse in der Region beheimatet sind. Wolf und Bär sind Streiftiere.

## Persönlichkeiten
- Hallvard Gråtopp (wahrscheinlich 1390–1438), Bauernführer
- Andrew Volstead (1860–1947), Politiker
- Knud Wefald (1869–1936), Politiker
- Knut T. Storbukås (Sputnik) (* 1943), Musiker
- Siv Bråten Lunde (* 1960), Biathletin
- Steinar Bråten (* 1962), Skispringer
- Vidar Sundstøl (* 1963), Schriftsteller